# John Keane

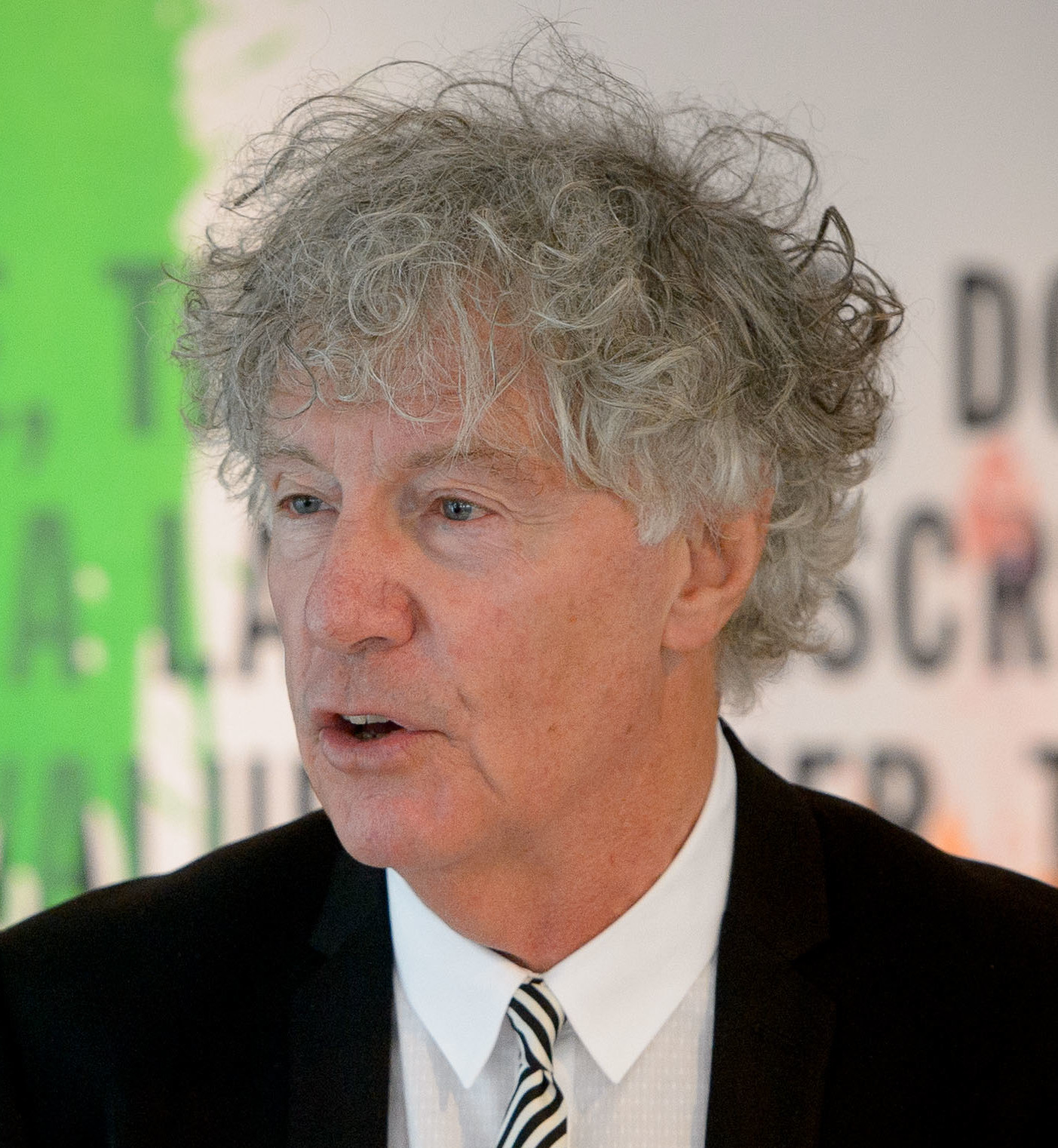
John Keane, 2015

John Keane (n. 1949) es un politólogo y profesor australiano.

## Biografía
Nacido en el sur de Australia y formado en las universidades de Adelaida, Toronto y Cambridge, es profesor de política en las universidades de Sídney y el Centro Científico para la Investigación Social de Berlín (WZB). En 1989 fundó el Centro para el Estudio de la Democracia de Londres y es director de la Iniciativa para la Democracia de Sídney.
En España es conocido sobre todo por su libro The Life and Death of Democracy (2009) en donde dice que los orígenes de la tradición parlamentaria europea se trazan desde las Cortes de León de 1188.